# Ray Charles

Ray Charles tillsammans med Ronald och Nancy Reagan 1984.

Ray Charles Robinson, känd som Ray Charles, född 23 september 1930 i Albany, Georgia, död 10 juni 2004 i Beverly Hills, Los Angeles, Kalifornien, var en amerikansk sångare, pianist, kompositör och arrangör.

## Biografi
Ray Charles flyttade som liten med familjen till Greenville i Florida. Hans far Bailey Robinson var hantverkare, mekaniker och rallare; hans mor Aretha (född Williams) arbetade på ett sågverk. Ray Charles hade en yngre bror, George, som dog inför Rays ögon vid tre års ålder. Ray och George lekte under eftermiddagen på familjens baksida av trädgården när de plötsligt fick se deras mammas stora tvättbalja. När de lekt en stund vid denna baljan så klättrade George upp på kanten av baljan där han tappade taget och gled ner i tvättvattnet. Ray försökte omgående att hjälpa sin bror upp ur baljan, men kläderna som George hade på sig var så pass tunga av vattnet och Ray var endast fem år och inte så stark, så han orkade inte dra upp sin bror. Han sprang då direkt in till mamman och ropade att George höll på att drunkna. När mamman kom utspringandes så var det redan försent. George drunknade i badbaljan. Ray kom aldrig över denna händelse och under hela sitt liv så beskyllde han sig själv för att vara direkt orsaken till sin brors död, då han inte lyckades rädda honom.  
Ray och George hade tidigt fått upp ögonen för musiken genom ett kafé i närheten där familjen bodde. Där fanns det en pianist, och där brukade George lämnas, för att få översyn när mamman arbetade. 
Efter att brodern George dött började Ray förlora synen, han var då fem år gammal, och blev helt blind vid sju års ålder. Den officiella orsaken till hans blindhet var glaukom, även om hans ögonsjukdom i realiteten aldrig undersöktes. Hans mor dog när han var femton år, och hans pappa dog tre år senare. Charles kom tidigt till St. Augustine School i Florida (en skola för blinda och döva) och lärde sig spela flera musikinstrument – däribland piano, orgel, klarinett och saxofon.
Charles var gift två gånger och hade 12 barn med nio olika kvinnor. Hans uppväxt var inte fläckfri, och under senare delen av 1950-talet och i början på 1960-talet blev han flera gånger anhållen för innehav av marijuana och heroin. Hans missbruk var till stora delar relaterat till barndomens trauma, med broderns död och sin därpå förlorade syn. 

### Karriär
Charles fick hjälp på traven med sitt musikintresse: vid sidan av skolarbetet fanns ett par väster om Greenville som fick upp ögonen för hans musikalitet. Ray Charles flyttade 1947 till Seattle, Washington, där han började ge ut skivor under namnet Ray Charles, först på skivmärket Down Beat, därefter på Swing Time. Hans första hit kom 1949, "Confession Blues" som nådde #2 på R&B-listan. Därefter följde "Baby, Let Me Hold Your Hand" 1951 (#5 på R&B-listan) och "Kiss Me Baby" 1952 (#8).
År 1953 värvades han av skivbolaget Atlantic av dess ägare Ahmet Ertegün och 1955 fick Ray Charles sitt stora nationella genombrott med "I Got a Woman" som nådde R&B-listans förstaplats. År 1959 spelade han in "What'd I Say", den första av Ray Charles låtar som också gick in på den stora Billboard-listan, där den nådde plats 6. 
Han lämnade Atlantic 1960 och gick över till ABC-Paramount. Där fick han snart sina dittills största hits, varav "Georgia on My Mind" (1960) och "Hit the Road Jack" (1961) nådde Billboard-listans förstaplats.
År 1962 kom överraskande hans banbrytande LP Modern Sounds in Country and Western Music där han fusionerade rythm & blues med just country & western. Dess största hit blev Ray Charles tolkning av "I Can't Stop Loving You", skriven av countrymusikern Don Gibson.
Ray Charles valdes in i Rock and Roll Hall of Fame 1986 och tilldelades 1987 Grammy Lifetime Achievement. Han fick Polarpriset 1998 tillsammans med Ravi Shankar.
År 2004 gjordes en film om Charles liv med titeln Ray, med Jamie Foxx i huvudrollen. Charles var involverad i produktionen men avled innan filmen hade premiär. 
Ray Charles avled i akut leversjukdom, 73 år gammal. Han är begravd på Inglewood Park Cemetery i Kalifornien.

## Diskografi

### Atlantic-utgåvor
- 1957 – Ray Charles (or, Hallelujah I Love Her So)
- 1957 – The Great Ray Charles
- 1958 – Yes Indeed!
- 1958 – Soul Brothers (med Milt Jackson)
- 1958 – Soul Meeting (med Milt Jackson)
- 1959 – Ray Charles at Newport
- 1959 – What'd I Say
- 1959 – The Genius of Ray Charles
- 1960 – In Person
- 1961 – The Genius Sings the Blues

### ABC-utgåvor
- 1960 – The Genius Hits the Road
- 1960 – Dedicated to You
- 1961 – Ray Charles and Betty Carter
- 1961 – Genius+Soul=Jazz
- 1962 – Modern Sounds in Country and Western Music
- 1962 – Modern Sounds in Country and Western Music Volume Two
- 1963 – Ingredients in a Recipe for Soul
- 1964 – Sweet & Sour Tears
- 1964 – Have a Smile with Me
- 1965 – Live in Concert
- 1965 – Together Again
- 1966 – Crying Time
- 1966 – Ray's Moods
- 1967 – Invites You to Listen
- 1968 – Portrait of Ray
- 1968 – I'm All Yours Baby!
- 1969 – Doing His Thing
- 1970 – Love Country Style
- 1970 – My Kind of Jazz
- 1971 – Volcanic Action of My Soul
- 1972 – A Message From the People
- 1972 – Through the Eyes of Love
- 1972 – Jazz Number II
- 1974 – Come Live With Me
- 1975 – Renaissance
- 1975 – My Kind of Jazz, Part 3

### Atlantic-utgåvor, del 2
- 1977 – True to Life
- 1978 – Love & Peace
- 1979 – Ain't It So
- 1980 – Brother Ray Is At It Again

### Warner Bros. Records-utgåvor
- 1983 – Wish You Were Here Tonight
- 1984 – Do I Ever Cross Your Mind
- 1984 – Friendship
- 1985 – The Spirit of Christmas
- 1986 – From the Pages of My Mind
- 1987 – Ray Charles Live
- 1988 – Just Between Us
- 1990 – Would You Believe?
- 1991 – The Birth of Soul
- 1993 – My World
- 1996 – Strong Love Affair

### Övriga utgåvor
- 2002 – Thanks for Bringing Love Around Again
- 2004 – Genius Loves Company
- 2005 – Genius & Friends
- 2006 – Ray Sings, Basie Swings

## Filmografi i urval
- Swingin' Along (1961)
- Ballad in Blue (1965)
- The Big T.N.T. Show (1966)
- Saturday Night Live värd (1977)
- The Blues Brothers (1980)
- Who's the Boss (1987)
- St. Elsewhere (1987)
- Par i brott (1987)
- Listen Up: The Lives of Quincy Jones (1990)
- Love Affair (1994)
- Wings (1994)
- Spy Hard (1996)
- The Nanny (1999)